# موناسترولو دی ساویلیانو
موناسترولو دی ساویلیانو (به ایتالیایی: Monasterolo di Savigliano) یک کومونه در ایتالیا است که در استان کونیو واقع شده‌است. موناسترولو دی ساویلیانو ۱۵٫۱ کیلومترمربع مساحت و ۱٬۲۰۰ نفر جمعیت دارد.